# Polgári Konzervatív Párt (Magyarország)
A Polgári Konzervatív Párt (PKP) liberális–konzervatív párt volt, melyet Béndek Péter és társai alapítottak 2013-ban.

## Története, céljai
A pártot Dr. Béndek Péter politikai filozófus, a filozófiai tudomány doktora vezetésével alapították, aki előtte és azóta is rendszeresen publikált politikai témakörökben, 1998-2002 között pedig az első Fidesz-kormány stratégiai tanácsadója volt.
A párt fő célkitűzése az alapszabályban foglaltak szerint "a polgári konzervatív értékrend és gondolkodásmód megismertetése, terjesztése és képviselete Magyarországon, az ezen értékrendet elfogadó polgárok részére részvételi lehetőség biztosítása az európai uniós, az országos és a helyi döntéshozatalban."
A párt a 2018-as magyarországi országgyűlési választáson nem indult és nem állított jelölteket.
2023-ban végelszámolási eljárás alá került, végül 2024-ben megszűnt.